# King of Devil’s Island
King of Devil’s Island (Alternativ: Der König von Bastøy, Originaltitel: Kongen av Bastøy) ist ein norwegischer Spielfilm von Marius Holst aus dem Jahre 2010. Der Film feierte in Norwegen seine Premiere. Die Geschichte des Films basiert auf den wahren Begebenheiten der Haftanstalt Bastøy in Norwegen.

## Handlung
Im Jahr 1915 lebt auf der Gefängnisinsel Bastøy im Oslofjord eine Gruppe straffälliger Jungen unter dem strengen Regime des Direktors Håkon. Die inhumanen Umstände, unter denen sie hier heranwachsen, prägen die Jungen, machen sie hart. Zugleich schweißt das eintönige Leben auf Bastøy die Heranwachsenden zusammen – sie werden zu einer verschworenen Einheit. Eines Tages werden die beiden Jugendlichen Erling „C-19“ und Ivar „C-5“ auf die norwegische Insel Bastøy gebracht. Erling, von dem behauptet wird, dass er wegen Mordes verurteilt wurde, beugt sich dem brutalen Regime nicht. Er fällt mehrmals durch Auflehnung gegen die Willkür der Bewacher und durch einen gescheiterten Fluchtversuch auf. Er wird dafür unter anderem mit Schlägen, Zwangsarbeiten und Isolationshaft bestraft. Erling freundet sich mit Olav „C-1“ an, der schon seit sechs Jahren in der Besserungsanstalt ist, weil er Geld aus einem Opferstock gestohlen hatte. Olav wurde aufgrund guter Führung sowie dank seiner guten schulischen Leistungen zum Blockleiter ernannt und steht kurz vor seiner Entlassung aus der Anstalt. Da Ivar für die Arbeiten im Wald oder auf dem Acker körperlich nicht stark genug ist, soll er in der Wäscherei aushelfen, wo er der Aufsicht von „Hausvater“ Bråthen unterstellt ist. Olav wird Zeuge, wie sich Bråthen an Ivar vergreift und ihn sexuell missbraucht. Olav berichtet Direktor Håkon davon, der daraufhin Bråthen wegen des Missbrauchs eines minderjährigen Schutzbefohlenen zur Rede stellt. Bråthen streitet den Missbrauch nicht vehement ab, sondern macht Håkon deutlich, dass er von dessen eigennützigen Manipulationen der Haftanstaltsfinanzen weiß. Ivar begeht Selbstmord, indem er seine Taschen mit großen Kieselsteinen füllt und sich im Meer selbst ertränkt. Erling sucht Ivar und zieht den toten Leidensgenossen an den Strand. Als Bråthen im Speisesaal erscheint, entsteht ein Tumult. Bråthen verlässt aufgrund der Vorfälle mit gepackten Koffern zur Freude der Anstaltsinsassen die Insel. Einer Kommission stellt Direktor Håkon den Selbstmord Ivars so dar, als ob dieser von den anderen Jugendlichen gemobbt worden sei und Olav sich nicht genügend um Ivar gekümmert habe. An dem Tag, als Olav die Anstalt verlassen soll, nimmt Bråthen seinen Dienst als Hausvater wieder auf. Olav verliert aus diesem Grund die Fassung und schlägt auf Bråthen ein. Die Schlägerei führt dazu, dass Olav, Erling und ein dritter beteiligter Jugendlicher einzeln in flach liegende Gefängnisgitterzellen gesperrt werden. Bjarne, ein ehemaliges, nun als Gefängniswächter tätiges Anstaltsmitglied, öffnet Tage später aus Solidarität die Gefängnisgitterzellen, ohne jedoch auch die Gefängnistür zu öffnen. Als Bråthen die drei Gefangenen aufsucht, können diese dem Vergewaltiger den Gefängnistürschlüssel entreißen und das Gefängnis verlassen. Olav verfolgt den flüchtenden Bråthen. Als den anderen Anstaltsinsassen die Änderung der Machtverhältnisse bewusst wird, zetteln diese eine blutige Revolte an, die das gesamte Personal die Flucht ergreifen lässt. Die Vorratskammern der Anstalt werden von den hungrigen Jugendlichen geplündert. Während Direktor Håkon die Insel per Boot verlassen kann, wird Bråthen von den Jugendlichen aus Rache körperlich schwer verletzt. Als die Jugendlichen Bråthen in einer Scheune hängen wollen, schreitet Erling ein und rettet Bråthen aus der brennenden Scheune. Um die Revolte niederzuschlagen, werden bewaffnete Soldaten per Schiff zur Insel gebracht. Diese haben keine Probleme, die flüchtenden Jugendliche wieder zu arrestieren. Nur Erling und Olav gelingt es, sich dem Zugriff der Soldaten zu entziehen. Sie versuchen, über das gefrorene Eis zum Festland zu flüchten. Dabei bricht Erling im Eis ein und ertrinkt im eiskalten Wasser. Allein Olav gelingt die Flucht. Er fährt danach zur See.

## Kritik
„Das norwegische Drama ist ein Plädoyer für Freundschaft und das Recht auf Widerstand. Inszenatorisch verstärkt wird der Kampf durch die kraftvollen Bilder der norwegischen Winterlandschaft“, schreibt Stefan Huhn bei filmreporter.de.

„Ein Blick zurück in eine düstere Zeit. Der Film liefert kaum Hinweise auf das Vorleben und die Taten der Jugendlichen, sondern beschreibt den Ist-Zustand. Die dichte Inszenierung wird von exzellenten Darstellern getragen und meidet die Klischees des Gefängnisfilms.“

„Holst hat eine bewährte Geschichte auf bewährte Weise fürs breite Publikum inszeniert. Nimmt man diese nicht besonders hohen Ansprüche, die der Regisseur damit an sich selbst stellt, ist ihm durchaus ein schöner, in sich stimmiger Film gelungen: ein Coming-of-Age-Melodram vor historischem Setting, mit großen Emotionen und einem kämpferischen Aufruf zur Zivilcourage.“

## Preise
- Amanda für den besten Film, beste Musik und für die besten Nebenrolle
- Publikumspreis auf den Nordischen Filmtagen in Lübeck